# دوج اومنی ۰۲۴
دوج اومنی ۰۲۴ (Dodge Omni 024) خودرویی است که در سال‌های ۱۹۷۹ تا ۱۹۸۲تولید شده‌است. طراحی آن خودروهای موتور جلو-محور جلو بوده است. سیستم جعبه‌دندهٔ آن ۳ دنده به دو صورت خودکار و دستی است.